# مارك هامت
مارك هامت (بالإنجليزية: Mark Hammett)‏ هو لاعب اتحاد الرغبي نيوزيلندي، ولد في 13 يوليو 1972 في كرايستشرش في نيوزيلندا.

## وصلات خارجية
- مارك هامت عل موقع إسبنسكروم (الإنجليزية)
- مارك هامت على موقع ItsRugby.co.uk (الإنجليزية)